# باد لیپ‌اسپرینگه
شهر باد لیپ‌اسپرینگه Bad Lippspringe در ایالت نوردراین-وستفالن در کشور آلمان واقع شده است.